# Voskhod Bay
Die Voskhod Bay (englisch; russisch Бухта Восход Buchta Woschod, deutsch ‚Sonnenaufgangsbucht‘) ist eine Bucht am Ufer der Alaschejewbucht im ostantarktischen Enderbyland. Sie liegt 3,7 km östlich der russischen Molodjoschnaja-Station sowie westlich des Kap Stereguschtschi, das sie von der Zerkal’naya Bay trennt. 
Luftaufnahmen entstanden 1956 im Rahmen der Australian National Antarctic Research Expeditions sowie 1957 bei einer sowjetischen Antarktisexpedition. Teilnehmer letzterer Unternehmung gaben der Bucht ihren Namen. Das Antarctic Names Committee of Australia übertrug diesen 1972 ins Englische.